# Jacques Franck (rugby à XIII)
Pour l’article homonyme, voir Franck.
Pas d'image ? Cliquez ici

a Compétitions nationales et continentales officielles uniquement.

b Matchs officiels uniquement.
Jacques Franck, né le 23 décembre 1946 à Carcassonne (Aude), est un joueur international français de rugby à XIII évoluant au poste de talonneur dans les années 1960 à 1970.
Jacques Franck pratique le rugby à XIII au sein le club de l'A.S. Carcassonne. Avec celui-ci, il remporte à deux reprises le Championnat de France en 1966, et 1967,, ainsi que la Coupe de France en 1967 et 1968,, en compagnie de Jean Barthe, Pierre Escourrou, Serge Gleyzes et Guy Cénet. Il joue par la suite pour Saint-Jacques de Carcassonne XIII y devenant entraîneur également.
Ses performances remarquées en club l'amènent à être sélectionné en équipe de France entre 1972 et 1974 au poste de talonneur et prenant part à des rencontres de prestige dont une victoire face à la Nouvelle-Zélande.

## Palmarès
- Collectif :
  - Vainqueur du Championnat de France : 1966, 1967 (Carcassonne).
  - Vainqueur de la Coupe de France : 1967 et 1968 (Carcassonne).
  - Finaliste du Championnat de France : 1968 (Carcassonne).

### Détails en sélection
| Matchs internationaux de Jacques Franck | Matchs internationaux de Jacques Franck | Matchs internationaux de Jacques Franck | Matchs internationaux de Jacques Franck | Matchs internationaux de Jacques Franck | Matchs internationaux de Jacques Franck | Matchs internationaux de Jacques Franck | Matchs internationaux de Jacques Franck | Matchs internationaux de Jacques Franck | Matchs internationaux de Jacques Franck | Matchs internationaux de Jacques Franck | Matchs internationaux de Jacques Franck |
|                                         | Date                                    | Adversaire                              | Résultat                                | Compétition                             | Poste                                   | Points                                  | Essais                                  | Pen.                                    | Drops                                   |                                         |                                         |
| --------------------------------------- | --------------------------------------- | --------------------------------------- | --------------------------------------- | --------------------------------------- | --------------------------------------- | --------------------------------------- | --------------------------------------- | --------------------------------------- | --------------------------------------- | --------------------------------------- | --------------------------------------- |
| sous les couleurs de la France          |                                         |                                         |                                         |                                         |                                         |                                         |                                         |                                         |                                         |                                         |                                         |
| 1.                                      | 28 octobre 1972                         | Nouvelle-Zélande                        | 20-9                                    | Coupe du monde                          | Talonneur                               | -                                       | -                                       | -                                       | -                                       |                                         |                                         |
| 2.                                      | 1er novembre 1972                       | Grande-Bretagne                         | 4-13                                    | Coupe du monde                          | Talonneur                               | -                                       | -                                       | -                                       | -                                       |                                         |                                         |
| 3.                                      | 5 novembre 1972                         | Australie                               | 9-31                                    | Coupe du monde                          | Talonneur                               | -                                       | -                                       | -                                       | -                                       |                                         |                                         |
| 4.                                      | 9 décembre 1973                         | Australie                               | 9-21                                    | Test-match                              | Talonneur                               | -                                       | -                                       | -                                       | -                                       |                                         |                                         |
| 5.                                      | 16 décembre 1973                        | Australie                               | 3-14                                    | Test-match                              | Talonneur                               | 3                                       | 1                                       | -                                       | -                                       |                                         |                                         |
| 6.                                      | 20 janvier 1973                         | Grande-Bretagne                         | 5-24                                    | Test-match                              | Talonneur                               | -                                       | -                                       | -                                       | -                                       |                                         |                                         |

### Détails en club
| Saison    | Saison         | Championnat           | Championnat | Coupe           | Coupe      |
| Saison    | Saison         | Comp.                 | Class.      | Comp.           | Class.     |
| --------- | -------------- | --------------------- | ----------- | --------------- | ---------- |
| 1965-1966 | AS Carcassonne | Championnat de France | Champion    | Coupe de France | 1/2 finale |
| 1966-1967 | AS Carcassonne | Championnat de France | Champion    | Coupe de France | Vainqueur  |
| 1967-1968 | AS Carcassonne | Championnat de France | Finaliste   | Coupe de France | Vainqueur  |
| 1968-1969 | AS Carcassonne | Championnat de France | 1/4 finale  | Coupe de France | 1/2 finale |
| 1969-1970 | AS Carcassonne | Championnat de France | 1/4 finale  | Coupe de France | 1/4 finale |
| 1970-1971 | AS Carcassonne | Championnat de France | Barrages    | Coupe de France | 1/8 finale |